# Lijst van rijksmonumenten in Nederwetten
De plaats Nederwetten telt 8 inschrijvingen in het rijksmonumentenregister. Hieronder een overzicht.
| Object                               | Oorspronkelijke functie?  | Bouwjaar          | Architect | Locatie                   | Coördinaten?                  | Nr.?   | Afbeelding            |
| ------------------------------------ | ------------------------- | ----------------- | --------- | ------------------------- | ----------------------------- | ------ | --------------------- |
| Overblijfselen van klooster Hooydonk | Klooster, kloosteronderdl | 14e eeuw (kelder) |           | Hooidonk 14 Nederwetten   | 51° 29' 53" NB, 5° 30' 39" OL | 30827  | Upload foto           |
| Kerktoren (ruïne)                    | Kerk en kerkonderdeel     | 11e eeuw          |           | Kerkhoef 14 Nederwetten   | 51° 29' 33" NB, 5° 30' 54" OL | 30828  | Meer afbeeldingen     |
| Hooydonkse watermolen                | Waterkering en -doorlaat  | 850-875           |           | Hooidonk 8,10 Nederwetten | 51° 29' 55" NB, 5° 30' 45" OL | 511964 | Hooydonkse watermolen |
| R.K. Kerk "St. Lambertuskerk"        | Kerk en kerkonderdeel     | 1894-1895         | E. Corvey | Hoekstraat 46 Nederwetten | 51° 29' 31" NB, 5° 31' 15" OL | 512455 | Meer afbeeldingen     |
| Schoolgebouw                         | Onderwijs en wetenschap   | 1927              |           | Hoekstraat 42 Nederwetten | 51° 29' 31" NB, 5° 31' 17" OL | 518003 | Schoolgebouw          |
| Heilig Hartbeeld                     | Kerk en kerkonderdeel     | ca. 1930          |           | Hoekstraat 46 Nederwetten | 51° 29' 31" NB, 5° 31' 15" OL | 518004 | Heilig Hartbeeld      |
| R.K. Pastorie                        | Kerk en kerkonderdeel     | ca. 1895          | E. Corbey | Hoekstraat 44 Nederwetten | 51° 29' 31" NB, 5° 31' 16" OL | 519299 | R.K. Pastorie         |